# Nowosiele (rejon stołpecki)
Nowosiele (biał. Наваселле, Nawasielle; ros. Новоселье, Nowosielje) – wieś na Białorusi, w obwodzie mińskim, w rejonie stołpeckim, w sielsowiecie Rubieżewicze, nad Sułą.

## Historia
W dwudziestoleciu międzywojennym leżało w Polsce, w województwie nowogródzkim, w powiecie stołpeckim, do 1 kwietnia 1927 w gminie Zasule, następnie w gminie Stołpce. W 1921 miejscowość liczyła 186 mieszkańców, zamieszkałych w 37 budynkach, w tym 185 Białorusinów i 1 osobę innej narodowości. 184 mieszkańców było wyznania prawosławnego i 2 rzymskokatolickiego.
Po II wojnie światowej w granicach Związku Sowieckiego. Od 1991 w niepodległej Białorusi.